# Canton de Château-Thierry
Le canton de Château-Thierry est une circonscription électorale française située dans le département de l'Aisne et la région Hauts-de-France.
À la suite du redécoupage cantonal de 2014, le nombre de communes du canton reste inchangé mais les limites du canton sont modifiées.

## Géographie
Ce canton est organisé autour de Château-Thierry dans l'arrondissement de Château-Thierry. Son altitude varie de 57 m (Azy-sur-Marne) à 234 m (Fossoy) pour une altitude moyenne de 116 m.

## Histoire

### Révolution française

Carte du canton de Château-Thierry en 1790.

Le canton est créé le 18 février 1790 sous la Révolution française,.
Le canton a compté quatorze communes avec Château-Thierry pour chef-lieu au moment de sa création : Azy, Belleau, Blesmes, Bonneil, Bouresches, Brasles, Château-Thierry, Chierry, Essômes, Étampes, Étrépilly, Fossoy, Nesles et Nogentel. Il est une subdivision du district de Château-Thierry qui disparait le 5 fructidor An III (22 août 1795). Le canton ne subit aucune modification dans sa composition communale pendant cette période.
Lors de la création des arrondissements par la loi du 28 pluviôse an VIII (17 février 1800), le canton est rattaché à l'arrondissement de Château-Thierry.

### 1801-2015
L'arrêté du 3 vendémiaire an X (25 septembre 1801) entraine un redécoupage du canton qui est conservé et agrandi. Trois communes du canton de Coincy (Bézu-les-Fèves, Bézu-Saint-Germain et Épaux) et quatre communes du canton de Mont-Saint-Père (Épieds, Gland, Mont-Saint-Père et Verdilly) intègrent le canton. À la suite de cette recomposition, la composition communale du canton est de 21 communes.
Par arrêté rectificatif du 11 messidor an X (30 juin 1802), la commune de Marigny-en-Orxois, du canton voisin de Chézy-sur-Marne, est réunie au canton,. La composition communale passe de 21 à 22 communes.
Par ordonnance royale du 20 mars 1822, la commune de Torcy du canton de Neuilly est réunie à la commune de Belleau,. Les limites du canton sont modifiées, mais une ordonnance du 6 juillet 1832 rétablit Torcy comme commune indépendante dans le canton de Neuilly. Le canton retrouve ses limites issues de l'arrêté rectification du 11 messidor an X (30 juin 1802).
Par ordonnance du 2 janvier 1851, les communes d'Épaux et Bézu-les-Fèves sont réunis pour former la commune d'Épaux-Bézu,. La composition communale passe de 22 à 21 communes et elle n'évolue pas jusqu'en mars 2015. Le canton portait le code canton 0208.
En 1908, la commune d'Essômes change de nom pour devenir Essômes-sur-Marne. En 1912, la commune d'Étampes est renommée Étampes-sur-Marne. En 1913, la commune Nesles change de nom pour devenir Nesles-la-Montagne. En 1939, Azy prend le nom d'Azy-sur-Marne.
Par décret du 10 septembre 1926, l'arrondissement de Château-Thierry est supprimé. Le canton de Château-Thierry est rattaché à l'arrondissement de Soissons. 
La loi du 1er juin 1942 rétablit l'arrondissement de Château-Thierry dans ses limites au moment de sa suppression en 1926. Le canton de Château-Thierry est détaché de l'arrondissement de Soissons pour rejoindre l'arrondissement de Château-Thierry.
Par arrêté préfectoral du 6 septembre 1974, les communes de Mont-Saint-Père et Chartèves, du canton de Condé-en-Brie, fusionnent le 1er octobre 1974 pour former la commune de Charmont-sur-Marne, modifiant à nouveau les limites du canton. L'arrêté préfectoral du 10 novembre 1977 rétablit, le 1er janvier 1978, la commune de Chartèves comme commune indépendante dans son canton d'origine. Le canton de Château-Thierry retrouve ses limites d'avant l'arrêté préfectoral du 6 septembre 1974.
À la suite de ce rétablissement, la commune de Mont-Saint-Père, appelée Charmont-sur-Marne, récupère son nom d'origine le 15 juin 1979 par arrêté préfectoral du 11 juin 1979,.

### Après le redécoupage de 2015
Un nouveau découpage territorial de l'Aisne entre en vigueur en mars 2015, défini par le décret du 21 février 2014, en application des lois du 17 mai 2013 (loi organique 2013-402 et loi 2013-403). Les conseillers départementaux sont, à compter de ces élections, élus au scrutin majoritaire binominal mixte. Les électeurs de chaque canton élisent au Conseil départemental, nouvelle appellation du Conseil général, deux membres de sexe différent, qui se présentent en binôme de candidats. Les conseillers départementaux sont élus pour 6 ans au scrutin binominal majoritaire à deux tours, l'accès au second tour nécessitant 12,5 % des inscrits au 1er tour. En outre la totalité des conseillers départementaux est renouvelée. Ce nouveau mode de scrutin nécessite un redécoupage des cantons dont le nombre est divisé par deux avec arrondi à l'unité impaire supérieure. Dans l'Aisne, le nombre de cantons passe ainsi de 42 à 21. Le canton de Château-Thierry fait partie des 13 cantons du département, ayant des limites territoriales différentes, les huit autres sont des nouveaux cantons. 
Avec ce redécoupage, les communes de Grisolles, Rocourt-Saint-Martin, Brécy, Coincy et Villeneuve-sur-Fère sont rattachées au canton. Elles appartenaient auparavant aux cantons de Neuilly-Saint-Front, pour les deux premières et de canton de Fère-en-Tardenois pour les autres. Azy-sur-Marne, Bonneil, Essômes-sur-Marne, Marigny-en-Orxois, Nogentel sont adjoints au nouveau canton d'Essômes-sur-Marne alors qu'elles ont fait partie du canton avant le redécoupage. Le bureau centralisateur est fixé à Château-Thierry. Le nombre de communes reste inchangé mais le canton dispose d'un nouveau code canton 0202.

## Représentation

### Conseillers généraux de 1833 à 2015
| Période | Période          | Identité                           | Étiquette           | Qualité |
| ------- | ---------------- | ---------------------------------- | ------------------- | --- |
| 1833    | 1864             | Jean Henry Pille                   |                     | Propriétaire, maire de Château-Thierry puis d'Essômes                                                              |
| 1864    | 1867             | Pierre-Henri Marsaux               |                     | Ancien avocat à la Cour d'appel de Paris Maire de Nesles                                                           |
| 1867    | 1871             | Amédée Hachette                    |                     | Ingénieur en chef des Ponts et Chaussées Maire de Gland                                                            |
| 1871    | 1880             | Adrien Bigorgne                    | Républicain modéré  | Propriétaire du château et Maire de Marigny-en-Orxois                                                              |
| 1880    | 1883 (décès)     | Charles Ferton (1827-1883)         | Républicain Radical | Maire de Chierry père de Charles Ferton, entomologiste                                                             |
| 1883    | 1886             | Emile Louis Fitremann              |                     | Ancien inspecteur des études au prytanée militaire Juge suppléant au Tribunal civil de la Seine                    |
| 1886    | 1896 (décès)     | Félix-François Deville (1841-1896) | Républicain         | Maire de Château-Thierry de 1883 à 1896 Député (1889-1896)                                                         |
| 1896    | 1910             | Jean Paillet                       | Républicain Libéral | Avocat à Paris, maire de Belleau                                                                                   |
| 1910    | 1931 (décès)     | Amédée Couesnon                    | Rad.                | Industriel à Château-Thierry Député (1907-1919)                                                                    |
| 1931    | 1940             | René Hachette                      | ARD                 | Armateur Maire de Gland Sénateur (1932-1940) Sous-secrétaire d'Etat (1940)                                         |
|         |                  |                                    |                     | |
| 1943    | 1945             | Ernest Couvrecelle (1882-1969)     |                     | Président de société Maire de Château-Thierry (1937-1944) Nommé conseiller départemental en 1943                   |
|         |                  |                                    |                     | |
| 1945    | 1964 (décès)     | Paul Doucet                        | SFIO                | Cheminot Conseiller municipal de Château-Thierry, ancien conseiller d'arrondissement                               |
| 1964    | 1985             | Pierre Lemret (1913-2014)          | PCF                 | Cheminot puis ouvrier électricien à EDF Maire de Château-Thierry (1965-1971)                                       |
| 1985    | 1992             | Claude Maingon                     | UDF-Rad.            | Maraîcher-serriste, Essômes-sur-Marne                                                                              |
| 1992    | 2012 (démission) | Jacques Krabal                     | PS puis PRG         | Retraité de l'enseignement Maire de Brasles de 1983 à 2008 Maire de Château-Thierry depuis 2008 Député (2012-2022) |
| 2012    | 2015             | Michèle Fuselier                   | PS                  | Cheffe de projet renouvellement urbain Maire de Brasles                                                            |

### Conseillers d'arrondissement (de 1833 à 1940)
Le canton de Château-Thierry avait deux conseillers d'arrondissement.
| Période                                  | Période      | Identité                                           | Étiquette           | Qualité |
| ---------------------------------------- | ------------ | -------------------------------------------------- | ------------------- | --- |
| 1833                                     | 1839         | François Desjardins (1775-1840)                    |                     | Chef de bataillon d'infanterie de ligne en retraite à Saint-Eugène                                          |
| 1833                                     | 1840 (décès) | Jean Baptiste Louis Poan de Sapincourt (1771-1840) |                     | Propriétaire, maire de Château-Thierry                                                                      |
| 1839                                     | 1845         | Louis Vol de Conantray (1782-1847)                 |                     | Avocat, juge suppléant au Tribunal civil, maire de Château-Thierry                                          |
| 1840                                     | 1848         | Marie Simon Théodore Mangin                        |                     | Avocat, juge de paix à Château-Thierry                                                                      |
| 1845                                     | 1848         | Jean Thomas Émilien de Maussion (1799-1863)        |                     | Maire de Fossoy                                                                                             |
|                                          |              |                                                    |                     | |
| 1880                                     |              | Albert Callou                                      | Républicain radical | Premier adjoint au maire de Château-Thierry                                                                 |
| 1886                                     |              | Adolphe-Sanson Lecointre                           | Républicain radical | Viticulteur, maire de Bonneil                                                                               |
|                                          |              |                                                    |                     | |
| 1907                                     |              | Victor Robert-Libert                               |                     | Cultivateur viticulteur à Fossoy                                                                            |
| 1907                                     |              | Eugène Hugot                                       | Rad.ind             | Conseiller municipal de Château-Thierry                                                                     |
|                                          |              |                                                    |                     | |
| 19..                                     | 1913         | Albert Rep (1845-1916)                             | Libéral             | Banquier, maire de Château-Thierry (1901-1907)                                                              |
| 1913                                     | 1931         | Albert Bétancourt                                  | Radical             | Directeur de la Caisse d'Épargne, conseiller municipal de Château-Thierry                                   |
| 1913                                     | 1937         | Hector Papelard                                    | Radical             | Maire d'Essômes-sur-Marne, propriétaire à Château-Thierry                                                   |
| 1931                                     | 1937         | Léon-Georges Robert                                | Radical             | Maire de Fossoy                                                                                             |
| 1937                                     | 1940         | Paul Doucet                                        | SFIO                | Cheminot, Château-Thierry                                                                                   |
| 1937                                     | 1940         | Lucien Moyat (1875-1949)                           |                     | Ancien magistrat, propriétaire à Château-Thierry                                                            |
| 1940                                     |              |                                                    |                     | Les conseils d'arrondissement ont été suspendus par la loi du 12 octobre 1940 et n'ont jamais été réactivés |
| Les données manquantes sont à compléter. |              |                                                    |                     | |

### Conseillers départementaux à partir de 2015
| Période élective | Période élective | Mandat | Mandat   | Identité         | Nuance | Nuance | Qualité |
| ---------------- | ---------------- | ------ | -------- | ---------------- | ------ | ------ | --- |
| 2015             | 2021             | 2015   | 2021     | Bruno Beauvois   |        | LREM   | Professeur d'économie et de droit Ancien Adjoint au Maire de Château-Thierry                                                                      |
| 2015             | 2021             | 2015   | 2021     | Michèle Fuselier |        | DVG    | Retraitée Maire de Brasles (2008-2020) Vice-Présidente du conseil départemental                                                                   |
| 2021             | 2028             | 2021   | en cours | Sébastien Eugène |        | MR     | Maire de Château-Thierry (depuis 2017) Secrétaire national du PR Président du groupe "L'Aisne progressiste et solidaire" au conseil départemental |
| 2021             | 2028             | 2021   | en cours | Michèle Fuselier |        | DVC    | Retraitée Première Vice-Présidente (Transition environnementale et développement durable)                                                         |

#### Élections de mars 2015
À l'issue du premier tour des élections départementales de 2015, deux binômes sont en ballottage : Marie-France Molard et Dominique Padieu (FN, 35,63 %) et Bruno Beauvois et Michèle Fuselier (Union de la Gauche, 32,76 %). Le taux de participation est de 48,52 % (8 924 votants sur 18 391 inscrits) contre 53,32 % au niveau départemental et 50,17 % au niveau national.
Au second tour, Bruno Beauvois et Michèle Fuselier (Union de la Gauche) sont élus Conseillers départementaux de l'Aisne avec 57,41 % des suffrages exprimés et un taux de participation de 51,57 % (4 879 voix pour 9 479 votants et 18 382 inscrits).
Bruno Beauvois est membre du MRSL.
Michele Fuselier n'est plus membre du PS.
Ils sont à LREM.

#### Élections de juin 2021
Le premier tour des élections départementales de 2021 est marqué par un très faible taux de participation (33,26 % au niveau national). Dans le canton de Château-Thierry, ce taux de participation est de 30,53 % (5 711 votants sur 18 709 inscrits) contre 34,94 % au niveau départemental. À l'issue de ce premier tour, deux binômes sont en ballottage : Sébastien Eugène et Michèle Fuselier (DVG, 61,53 %) et Thierry Millon et Marie-France Molard (RN, 28,45 %).
Le second tour des élections est marqué une nouvelle fois par une abstention massive équivalente au premier tour. Les taux de participation sont de 34,3 % au niveau national, 34,65 % dans le département et 32,57 % dans le canton de Château-Thierry. Sébastien Eugène et Michèle Fuselier (DVG) sont élus avec 70,86 % des suffrages exprimés (4 071 voix pour 6 096 votants et 18 718 inscrits),.

## Composition

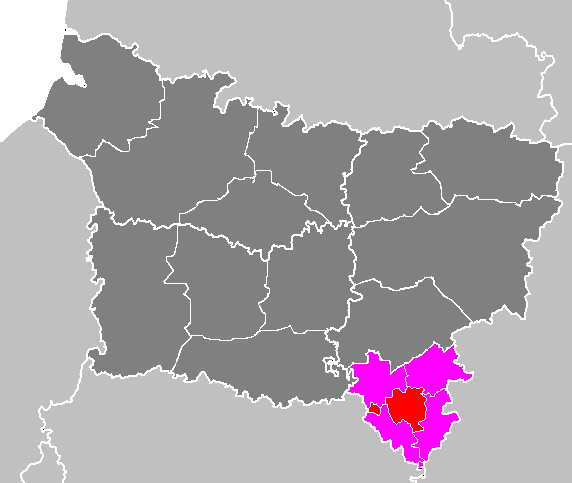
Situation du canton de Château-Thierry dans le département de l'Aisne avant 2015.

### Composition avant 2015
Le canton de Château-Thierry regroupait 21 communes et comptait 29 126 habitants en 2012.
| Nom                         | Code Insee | Codepostal | Superficie (km2) | Population (dernière pop. légale) | Densité (hab./km2) |
| --------------------------- | ---------- | ---------- | ---------------- | --------------------------------- | ------------------ |
| Château-Thierry (chef-lieu) | 02168      | 02400      | 16,55            | 14 329 (2012)                     | 866                |
| Azy-sur-Marne               | 02042      | 02400      | 2,78             | 400 (2012)                        | 144                |
| Belleau                     | 02062      | 02400      | 6,72             | 139 (2012)                        | 21                 |
| Bézu-Saint-Germain          | 02085      | 02400      | 11,13            | 994 (2012)                        | 89                 |
| Blesmes                     | 02094      | 02400      | 9,70             | 396 (2012)                        | 41                 |
| Bonneil                     | 02098      | 02400      | 2,11             | 390 (2012)                        | 185                |
| Bouresches                  | 02105      | 02400      | 7,52             | 200 (2012)                        | 27                 |
| Brasles                     | 02114      | 02400      | 7,45             | 1 392 (2012)                      | 187                |
| Chierry                     | 02187      | 02400      | 2,82             | 1 042 (2012)                      | 370                |
| Épaux-Bézu                  | 02279      | 02400      | 19,50            | 583 (2012)                        | 30                 |
| Épieds                      | 02280      | 02400      | 18,66            | 394 (2012)                        | 21                 |
| Essômes-sur-Marne           | 02290      | 02400      | 28,55            | 2 758 (2012)                      | 97                 |
| Étampes-sur-Marne           | 02292      | 02400      | 2,24             | 1 134 (2012)                      | 506                |
| Étrépilly                   | 02297      | 02400      | 5,13             | 91 (2012)                         | 18                 |
| Fossoy                      | 02328      | 02650      | 7,18             | 565 (2012)                        | 79                 |
| Gland                       | 02347      | 02400      | 5,65             | 474 (2012)                        | 84                 |
| Marigny-en-Orxois           | 02465      | 02810      | 15,56            | 471 (2012)                        | 30                 |
| Mont-Saint-Père             | 02524      | 02400      | 10,69            | 693 (2012)                        | 65                 |
| Nesles-la-Montagne          | 02540      | 02400      | 17,21            | 1 226 (2012)                      | 71                 |
| Nogentel                    | 02554      | 02400      | 6,93             | 1 013 (2012)                      | 146                |
| Verdilly                    | 02781      | 02400      | 5,10             | 442 (2012)                        | 87                 |

### Composition à partir de 2015
Le canton de Château-Thierry regroupe 21 communes.
| Nom                                     | Code Insee | Intercommunalité                   | Superficie (km2) | Population (dernière pop. légale) | Densité (hab./km2) | Modifier                                    |
| --------------------------------------- | ---------- | ---------------------------------- | ---------------- | --------------------------------- | ------------------ | ------------------------------------------- |
| Château-Thierry (bureau centralisateur) | 02168      | CA de la Région de Château-Thierry | 16,55            | 15 068 (2022)                     | 910                | modifier les données · modifier les données |
| Belleau                                 | 02062      | CA de la Région de Château-Thierry | 6,72             | 133 (2022)                        | 20                 | modifier les données · modifier les données |
| Bézu-Saint-Germain                      | 02085      | CA de la Région de Château-Thierry | 11,13            | 991 (2022)                        | 89                 | modifier les données · modifier les données |
| Blesmes                                 | 02094      | CA de la Région de Château-Thierry | 9,70             | 473 (2022)                        | 49                 | modifier les données · modifier les données |
| Bouresches                              | 02105      | CA de la Région de Château-Thierry | 7,52             | 187 (2022)                        | 25                 | modifier les données · modifier les données |
| Brasles                                 | 02114      | CA de la Région de Château-Thierry | 7,45             | 1 711 (2022)                      | 230                | modifier les données · modifier les données |
| Brécy                                   | 02119      | CA de la Région de Château-Thierry | 9,98             | 317 (2022)                        | 32                 | modifier les données · modifier les données |
| Chierry                                 | 02187      | CA de la Région de Château-Thierry | 2,82             | 1 169 (2022)                      | 415                | modifier les données · modifier les données |
| Coincy                                  | 02203      | CA de la Région de Château-Thierry | 17,24            | 1 281 (2022)                      | 74                 | modifier les données · modifier les données |
| Épaux-Bézu                              | 02279      | CA de la Région de Château-Thierry | 19,50            | 540 (2022)                        | 28                 | modifier les données · modifier les données |
| Épieds                                  | 02280      | CA de la Région de Château-Thierry | 18,66            | 411 (2022)                        | 22                 | modifier les données · modifier les données |
| Étampes-sur-Marne                       | 02292      | CA de la Région de Château-Thierry | 2,24             | 1 331 (2022)                      | 594                | modifier les données · modifier les données |
| Étrépilly                               | 02297      | CA de la Région de Château-Thierry | 5,13             | 125 (2022)                        | 24                 | modifier les données · modifier les données |
| Fossoy                                  | 02328      | CA de la Région de Château-Thierry | 7,18             | 524 (2022)                        | 73                 | modifier les données · modifier les données |
| Gland                                   | 02347      | CA de la Région de Château-Thierry | 5,65             | 429 (2022)                        | 76                 | modifier les données · modifier les données |
| Grisolles                               | 02356      | CA de la Région de Château-Thierry | 10,63            | 230 (2022)                        | 22                 | modifier les données · modifier les données |
| Mont-Saint-Père                         | 02524      | CA de la Région de Château-Thierry | 10,69            | 689 (2022)                        | 64                 | modifier les données · modifier les données |
| Nesles-la-Montagne                      | 02540      | CA de la Région de Château-Thierry | 17,21            | 1 196 (2022)                      | 69                 | modifier les données · modifier les données |
| Rocourt-Saint-Martin                    | 02649      | CA de la Région de Château-Thierry | 5,76             | 305 (2022)                        | 53                 | modifier les données · modifier les données |
| Verdilly                                | 02781      | CA de la Région de Château-Thierry | 5,10             | 455 (2022)                        | 89                 | modifier les données · modifier les données |
| Villeneuve-sur-Fère                     | 02806      | CA de la Région de Château-Thierry | 10,30            | 285 (2022)                        | 28                 | modifier les données · modifier les données |
| Canton de Château-Thierry               | 0202       |                                    | 207,16           | 27 850 (2022)                     | 134                | modifier les données                        |

## Démographie

### Démographie avant le redécoupage 2015
| 1962   | 1968   | 1975   | 1982   | 1990   | 1999   | 2006   | 2007   | 2008   |
| ------ | ------ | ------ | ------ | ------ | ------ | ------ | ------ | ------ |
| 18 899 | 21 249 | 23 922 | 26 553 | 28 534 | 28 473 | 28 502 | 28 853 | 29 064 |

| 2009   | 2010   | 2011   | 2012   | - | - | - | - | - |
| ------ | ------ | ------ | ------ | - | - | - | - | - |
| 29 181 | 29 160 | 29 156 | 29 126 | - | - | - | - | - |

### Démographie après le redécoupage 2015
En 2022, le canton comptait 27 850 habitants, en évolution de +1,66 % par rapport à 2016 (Aisne : −1,97 %, France hors Mayotte : +2,11 %).
| 2013   | 2018   | 2022   |
| ------ | ------ | ------ |
| 26 454 | 28 029 | 27 850 |